# 榎本真也
榎本 真也（えのもと しんや、1984年6月20日 - ）は、四国放送（JRT）の男性アナウンサー。
出身地は東京都足立区。

## 略歴
出身地は、2008年の入社当時から2018年まで『江戸の下町のはずれ』とJRTアナウンス部ホームページ「アナウンサーズ」にて記載されていた。
身長173cm、血液型はO型。
立教池袋高等学校卒業。立教大学社会学部産業関係学科卒業後、2008年4月1日、四国放送入社。
高校時代は剣道部に所属していた。大学時代はラクロス部に所属していた。

### 人物
- 趣味は釣り、特技は魚の神経締め、3枚おろし、包丁研ぎ。
- 2019年に結婚。

## 出演

### テレビ番組

#### 現在
- ゴジカル!（2008年 - ）- 最も長くレギュラー出演している番組。 メインMCに就任する前は主に「ゴジカル!中継」を担当。2019年4月からは3代目男性メインMC（月 - 木曜日担当）。
- 徳島新聞ニュース（不定期）
- news every.第1部徳島ローカルパート枠（不定期）
- スポーツ中継
- 徳島ヴォルティスホームゲーム実況担当（DAZN）

#### 過去
- 第42回徳島県サッカー少年団大会決勝　松茂×徳島YMCAサッカークラブ　ベンチリポーター（2015年8月30日）
- 第43回徳島県サッカー少年団大会決勝　藍住南FC×SC美馬インパルス　実況（2016年8月27日）
- 第44回徳島県サッカー少年団大会決勝　沖洲FC×助任サッカークラブ　実況（2017年8月26日）
- 第45回徳島県サッカー少年団大会決勝　北島FC×大松サッカー少年団　ベンチリポーター（2018年8月25日）
- 第94回全国高校ラグビー大会徳島県大会決勝　つるぎ高校×徳島科技高校　ベンチリポーター（2014年11月15日）
- 第96回全国高校ラグビー大会徳島県大会決勝　つるぎ高校×城東高校　ベンチリポーター（2016年11月19日）
- 第98回全国高校ラグビー大会徳島県大会決勝　城東高校×つるぎ高校　ベンチリポーター（2018年11月17日）
- 第39回全日本少年サッカー大会徳島県大会決勝　松茂FC×ナセールFC　ベンチリポーター（2015年11月28日）
- 第41回全日本少年サッカー大会徳島県大会決勝　助任サッカークラブ×リベルテSC　実況（2017年11月25日）
- JFA第42回全日本U-12サッカー選手権大会徳島県大会決勝　井川FC1997×石井サッカースポーツ少年団　ベンチリポート（2018年11月24日）

### ラジオ番組

#### 現在
- 徳島新聞ニュース（不定期）
- JRTラジオ夕刊（不定期）

#### 過去
- バンリク（2008年7月 - 2019年3月）
- 妄想酒場（2015年4月 - 2019年3月）

## 同期入社アナウンサー
- 寺島啓太
- 島川未有
- 久下真以子